# Sobreiró de Baixo
Sobreiró de Baixo is een plaats (freguesia) in de Portugese gemeente Vinhais en telt 404 inwoners (2001).